# Doroneuria theodora
Doroneuria theodora és una espècie d'insecte plecòpter pertanyent a la família dels pèrlids.

## Hàbitat
En el seu estadi immadur és aquàtic i viu a l'aigua dolça, mentre que com a adult és terrestre i volador.

## Distribució geogràfica
Es troba a Nord-amèrica: el Canadà (Alberta i la Colúmbia Britànica) i els Estats Units (Idaho, Montana i Wyoming).